# 982 (szám)
A 982 (római számmal: CMLXXXII) egy természetes szám, félprím, a 2 és a 491 szorzata.

## A szám a matematikában
A tízes számrendszerbeli 982-es a kettes számrendszerben 1111010110, a nyolcas számrendszerben 1726, a tizenhatos számrendszerben 3D6 alakban írható fel.
A 982 páros szám, összetett szám, azon belül félprím, kanonikus alakban a 21 · 4911 szorzattal, normálalakban a 9,82 · 102 szorzattal írható fel. Négy osztója van a természetes számok halmazán, ezek növekvő sorrendben: 1, 2, 491 és 982.
Érinthetetlen szám: nem áll elő pozitív egész számok valódiosztóösszeg-függvényeként.
A 982 négyzete 964 324, köbe 946 966 168, négyzetgyöke 31,33688, köbgyöke 9,93964, reciproka 0,0010183. A 982 egység sugarú kör kerülete 6170,08797 egység, területe 3 029 513,194 területegység; a 982 egység sugarú gömb térfogata 3 966 642 608,8 térfogategység.